# Andreï Tanasevitch
Andreï Victorovitch Tanasevitch (en russe Андрей Викторович Танасевич) est un arachnologiste russe né le 8 août 1956 à Moscou.
C'est un spécialiste des araignées Linyphiidae paléarctiques.

## Taxons nommés en son honneur
- Diphya tanasevitchi (Zhang, Zhang & Yu, 2003)
- Succiphantes tanasevitchi Wunderlich, 2004
- Trachelas tanasevitchi Marusik & Kovblyuk, 2010

## Quelques taxons décrits
- Abiskoa
- Acartauchenius monoceros
- Acartauchenius asiaticus
- Allotiso lancearius
- Anguliphantes
- Araeoncus clavatus
- Araeoncus vorkutensis
- Archaraeoncus
- Arcuphantes chinensis
- Ascetophantes asceticus
- Asthenargus conicus
- Bisetifer cephalotus
- Bolyphantes sacer
- Bolyphantes supremus
- Caucasopisthes procurvus
- Claviphantes
- Collinsia tianschanica
- Crispiphantes
- Decipiphantes
- Eldonnia
- Epibellowia
- Epigyphantes epigynatus
- Epigytholus tuvensis
- Episolder finitimus